# Carlos Ortiz
Carlos Ortiz (Jambeiro (São Paulo), 31 de julho de 1910 - 1995) foi um escritor, cineasta e crítico de cinema brasileiro. 

## Religioso e escritor
Formado em teologia no Seminário de Taubaté, chegou a atuar como pároco no interior de São Paulo. No início da década de 1940 abandonou a vida religiosa e mudou-se para a capital paulista.  Foi casado com Marília de Souza Grassi (1930-2001), com quem teve três filhos; Georgette Ortiz, Rui Blás Ortiz e Renan Ortiz; e três netos; Bruna Romanelli Ortiz, Lígia Romanelli Ortiz e Leonardo Próspero Ortiz.
Interessado em assuntos judaicos, publicou uma "Antologia judaica" (1948) em parceria com Jacob Guinsburg e traduziu diretamente do iídiche (1949) o romance "A Mãe", de Sholem Arsch.  Conhecedor de várias línguas, inclusive grego e latim, foi também o tradutor brasileiro (1947) de "A Grande conspiração: a guerra secreta contra a Rússia Soviética", dos jornalistas norte-americanos Michael Sayers e Albert E. Kahn.

## Crítico de cinema
Por volta de 1945, Ortiz começou a interessar-se por cinema, tornando-se ferrenho defensor da produção brasileira, como crítico, professor, teórico e, mais tarde, também como realizador. Ajudou a criar o seminário de cinema do MASP e escreveu crítica na Folha da Manhã (1948-52), de onde acabou sendo demitido por pressão do comércio cinematográfico. Escreveu também no jornal Notícias de hoje (1952-54) e eventualmente na revista Fundamentos, órgãos ligados ao Partido Comunista Brasileiro. 
Publicou livros de divulgação sobre a atividade cinematográfica, entre os quais uma "Cartilha do cinema" (1949, título da coluna que manteve durante anos na Folha da Manhã) e "A Montagem na arte do cinema" (1955). Em "O Romance do gato preto" (1953), uma das primeiras tentativas de história do cinema brasileiro, fixou como 5 de novembro 1907 a data em que teria acontecido a primeira filmagem no país, pelo português Antônio Leal; embora mais tarde tenham sido comprovadas filmagens bem anteriores, isto fez com que, nos anos 1950, o 5 de novembro tenha sido instituído como dia do cinema brasileiro. 
Carlos Ortiz teve destacada participação na política cinematográfica do Brasil. Em 1951, foi o primeiro presidente da APC (Associação Paulista de Cinema), tendo como colegas de diretoria nomes como Oduvaldo Vianna, Rodolfo Nanni, Galileu Garcia e Bráulio Pedroso. Em 1952, foi um dos principais articuladores do I Congresso Paulista do Cinema Brasileiro e, alguns meses depois, do I Congresso do Cinema Nacional, ao lado de Nelson Pereira dos Santos e Alex Viany. 

## Cineasta
Como cineasta, Carlos Ortiz iniciou sua carreira em 1950, em plena era dos grandes estúdios, escrevendo e dirigindo o filme independente "Alameda da Saudade, 113", um melodrama realista filmado em locações, baseado num episódio policial ocorrido em Santos. 
Em seguida, contratado por alguns meses pela Cinematográfica Maristela, foi roteirista e assistente de direção de Meu destino é pecar, de Manuel Peluffo; e atuou como ator coadjuvante em O Comprador de Fazendas, de Alberto Pieralisi. Mais tarde, no Rio de Janeiro, voltou à direção com "Luzes nas sombras" (co-dirigido por Heládio Fagundes), um filme de ficção sobre a luta contra o câncer, lançado em 1953, com participação dos atores Hélio Souto e Herval Rossano. 
A partir da metade dos anos 1950, abandonou a carreira cinematográfica, voltando a residir com a família no interior paulista e dedicando-se ao magistério, primeiramente em Santos e mais tarde em São José dos Campos.
Em 1981, a Secretaria Municipal de Cultura de São Paulo publicou o livro "Carlos Ortiz e o cinema brasileiro na década de 50", organizado por Carlos Eduardo Ornelas Berriel. 

## Filmografia
- 1950-51: "Alameda da Saudade, 113", Lotus Filmes.
- 1951-53: "Luzes nas sombras" (co-direção Heládio Fagundes), Brasfilmes.